# Balingshoek
Balingshoek (Engels: Bag End) is een woning in het fictieve Midden-aarde van J.R.R. Tolkien. 
Het is vooral bekend uit het boek In de Ban van de Ring.
De Balingshoek ligt in Hobbitstee in de Gouw, onder de heuvel aan het Balingslaantje, waar ook tuinman Hamfast Gewissies woont. Het is het huis van de familie Balings, waarvan de beroemdste leden Bilbo en Frodo zijn.
Het huis wordt uitgegraven door de vader van Bilbo, Bungo Balings, voor zijn vrouw Belladonna Toek. Hij ontwerpt het meest luxueuze Hobbithol van zijn tijd. De precieze datum van het graven is onzeker, maar het moet gegraven zijn voor jaar III 2926, Bungo's sterfjaar.
Het hol zelf is zeer luxueus, met vele kamers en kamertjes. Het is gerieflijk en comfortabel, met houten wanden en een houten vloer. Het hol is volledig op één verdieping uitgebouwd, want Hobbits houden niet van meer dan een verdieping. Na de reis van Bilbo naar de Eenzame Berg (beschreven in De Hobbit) gaat het gerucht dat sommige kamers vol zouden liggen met schatten, maar deze hypothese wordt tegengesproken door Bilbo zelf. Wanneer hij vertrekt uit de Gouw, doorzoeken sommige Hobbits het hol, maar ze vinden niets en worden weggejaagd.
Balingshoek wordt aan het begin van de Oorlog om de Ring door Frodo verkocht aan Lobelia Buul-Balings. Het dient korte tijd als het hoofdkwartier van de dictator Saruman. Lobelia geeft de woning echter na de Bevrijding van de Gouw aan Frodo terug. Na Frodo's vertrek wordt zijn vriend en voormalige reisgenoot Sam Gewissies de Meester van Balingshoek.